# Zacieranie (żywność)

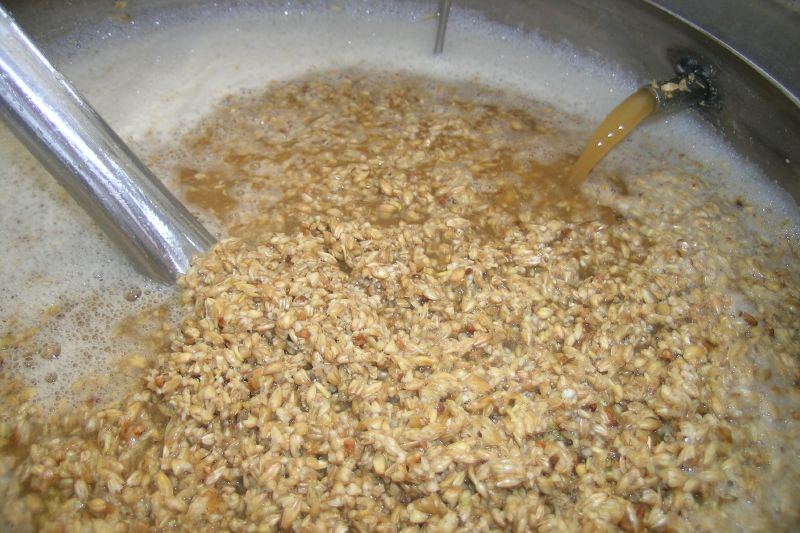
Zacieranie w procesie produkcji piwa

Zacieranie – proces technologiczny otrzymywania zacieru, polegający na przeprowadzeniu składników nierozpuszczalnych w wodzie (takich jak np. skrobia i białka) w składniki proste rozpuszczalne w wodzie, pod wpływem enzymów. 
Proces ten jest wykorzystywany w technologii produkcji piwa oraz alkoholu etylowego.